# Rahuning II
Rahuning II is een bestuurslaag in het regentschap Asahan van de provincie Noord-Sumatra, Indonesië. Rahuning II telt 2042 inwoners (volkstelling 2010).